# 桃源県
桃源県（とうげん-けん）は中華人民共和国湖南省常徳市に位置する県。
長江の支流で、洞庭湖へ注ぐ沅江が流れている。

## 行政区画
- 街道：漳江街道、潯陽街道
- 鎮：陬市鎮、盤塘鎮、熱市鎮、黄石鎮、漆河鎮、理公港鎮、観音寺鎮、竜潭鎮、三陽港鎮、剪市鎮、茶庵鋪鎮、西安鎮、沙坪鎮、桃花源鎮、架橋鎮、馬鬃嶺鎮、夷望渓鎮、双渓口鎮、九渓鎮、牛車河鎮、楊渓橋鎮、鄭家駅鎮、木塘垸鎮、佘家坪鎮
- 郷：泥窩潭郷
- 民族郷：青林回族ウイグル族郷、楓樹ウイグル族回族郷

## 出身者
- 胡瑛 - 清末・中華民国初の革命家・政治家。中国同盟会に所属。後に籌安会の六君子の1人となる。
- 宋教仁 - 清末・中華民国初の革命家・政治家。中国同盟会に所属。中華民国成立後は、国民党の指導者として国会で多数派を形成。しかし袁世凱の刺客に暗殺された。

## 観光
観光地として、陶淵明の名著『桃花源記』を記念した桃花源風景区がある。

## 交通
主要道路
- 319国道
- G56常吉高速道路
- G55-13長張高速道路

鉄道
- 石長線：盤塘駅
- 黔常線：桃源駅